# Облакодер
Облакодер или небодер (такође солитер, кула), врло је висока зграда прикладна за стално становање. Савремени извори тренутно дефинишу небодере као зграде са најмање 100 метара или 150 метара у висини, иако не постоји универзално прихваћена дефиниција. Небодери су врло високе зграде. Историјски гледано, термин се први пут односио на зграде са између 10 и 20 спратова када су ове врсте зграда почеле да се граде током 1880-их година. Небодери могу садржати канцеларије, хотеле, стамбене просторе и малопродајне просторе.
Према подацима из јануара 2020, само девет градова у свету има више од 100 небодера који су 150 m (492 ft) или виши: Хонгконг (355), Шенџен (289), Њујорк (284), Дубаи (201), Шангај (163), Токио (158), Мумбај (151), Чикаго (127), Чунгкинг (127) и Гуангџоу (118).

## Етимологија
Назив облакодер у архитектури први пут се употребљава крајем 19. века, кад се тако високе зграде први пут појављују у Њујорку. Историчари архитектуре касније мењају тачну дефиницију на основу развијања инжењерства у 1880-им годинама, које је омогућило изградњу огромних вишеспратница.
Реч облакодер је сложеница са две речи: облак и дер (дера[ти], дира[ти]). Ово значи да се ради о нечему изразито високом, што „дира” облаке/небо. У енглеском језику (енгл. skyscraper) реч је реч настала у 18. веку (1794) и првобитно је означавала највиши јарбол (носач једра) на броду. Касније се односила на све што је високо и додирује небо, да би тако стигла и одомаћила се у архитектури.

## Галерија
- Тајпеј 101
- Куле Петронас
- Сирс тауер
- Комерцбанк тауер
- Кула Банке Кине и Чангђанг ђитуан џунгсин
- Тернинг торсо